# Haliotis squamosa
Haliotis squamosa (em inglês squamose abalone) é uma espécie de molusco gastrópode marinho pertencente à família Haliotidae. Foi classificada por Gray, em 1826. É nativa do sudoeste do oceano Índico, costa sul de Madagáscar.

## Descrição da concha
Haliotis squamosa apresenta concha oval e moderadamente funda, com lábio externo pouco encurvado e superfície extremamente rugosa, dotada de uma escultura similar a escamas (daí advindo-lhe a denominação squamosa). Chegam de 5 até quase 10 centímetros e são de coloração, por vezes marmoreada, em creme, salmão, laranja até vermelha ou parda. Os furos abertos na concha, de 5 a 7, são circulares, pequenos e elevados. Região interna madreperolada, iridescente, apresentando o relevo da face externa visível. Lábio externo denteado, um reflexo de sua superfície externa, não ou pouco se estendendo sobre a área madreperolada interna.

## Distribuição geográfica
Haliotis squamosa ocorre em águas rasas da zona nerítica, entre as rochas, no sudoeste do oceano Índico, na costa sul de Madagáscar (sudeste da África). É erroneamente citada como nativa da Austrália, por sua descrição original, por Gray, estar com a localidade errada; citada no Appendix to King's Voyage (Narrative of a Survey of the Coast of Australia, 1827), vol. II. p. 495.